# Ormisda (nome)
Ormisda  è un nome proprio di persona italiano maschile.

## Varianti
- Maschili: Ormisde[1][2]

### Varianti in altre lingue
- Catalano: Hormisdas[3]
- Greco antico: Ὁρμίσδας  (Hormísdas)[2]
- Latino: Hormisdas[2]
- Persiano: هرمزد (Hormazd)[4], اورمزد (Ormazd)[4]
- Persiano antico: اهورامزدا (Ahura Mazdā)[4]
- Spagnolo: Hormisdas[3]

## Origine e diffusione
Riprende, in forma leggermente modificata, il nome di Ahura Mazdā, dio zoroastriano creatore, signore della luce, della verità e della bontà; il significato è incerto; secondo alcune fonti sarebbe di origine avestica, interpretabile come "signore della saggezza".
Il nome venne portato da numerosi re di Persia della dinastia sasanide, e così si chiamò un papa della Chiesa cattolica, sant'Ormisda, il cui culto è responsabile dell'utilizzo del nome in Italia; la diffusione, maggiore nel Nord e nel Lazio, è comunque scarsissima.

## Onomastico
L'onomastico si può festeggiare il 6 agosto in memoria di sant'Ormisda, papa, oppure l'8 agosto in ricordo di un altro sant'Ormisda, un nobile persiano convertito al cristianesimo che fu martirizzato sotto Bahram V.

## Persone

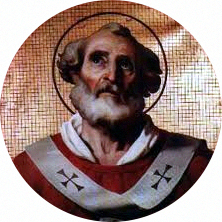
Papa Ormisda

- Ormisda, papa
- Ormisda, monaco cristiano siro
- Ormisda, politico bizantino
- Ormisda, principe persiano
- Ormisda I, re di Persia
- Ormisda II, re di Persia
- Ormisda III, re di Persia
- Ormisda IV, re di Persia

### Variante Hormazd
- Hormazd Jadhuyeh, generale persiano